# Palais Bååt
Le palais Bååt (en suédois : Bååtska palatset) ou palais Seved Bååt (en suédois : Seved Bååtska palatset)  est un édifice situé dans le quartier de Norrmalm à Stockholm en Suède,,

## Présentation
Le palais Bååt situé à l'adresse Blasieholmsgatan 6 a été construit entre 1662 et 1669 selon les dessins de Nicodème Tessin l'Ancien pour le grand trésorier de Suède Seved Bååth. 
Le palais est le siège de l'Ordre suédois de la franc-maçonnerie depuis 1874.
Le palais baroque est en forme de H. 
Le Palais Barberini à Rome a été cité comme modèle pour le grand escalier principal.
Le palais Bååt est le 164ème bâtiment classé du comté de Stockholm et sera donc préservé.

## Histoire
Seved Bååth a reçu le terrain en cadeau de la reine Christine, à condition qu'il y construise quelque chose de majestueux. Le bâtiment est conçu dans le style baroque hollandais-suédois et deviendra un modèle pour de nombreuses maisons nobles de Stockholm.
Après que l'Ordre de la Franc-Maçonnerie suédoise ait acheté la propriété, le palais a été agrandi avec deux ailes plus grandes en direction de Nybroviken (sv) et le nouveau bâtiment principal a été inauguré en 1877. L'architecture extérieure de l'extension suit le schéma de forme de l'ancien palais. La grande salle de banquet du palais, actuellement la salle Oscar, s'étend sur un étage et demi et est magnifique, avec des murs divisés par des pilastres, un plafond voûté et de riches stucs, restaurés par le professeur Sigurd Curman et Einar Lundberg, 1921-1922. 
La salle de banquet était auparavant utilisée par l'hôtel Strand (sv), jusqu'à la vente de l'hôtel par l'Ordre.
Dans l'aile gauche du palais se trouvent des parties intérieures les plus anciennes du palais, notamment : le magnifique plafond de la salle du roi et des œuvres sculpturales avec des peintures influencées par Ehrenstrahl. Parmi les intérieurs de 1877, on peut citer la grande salle des Chevaliers de l'Ordre maçonnique, une basilique à trois nefs de style cathédrale gothique avec des colonnes groupées et des rosaces, toutes en stuc et en bois créé par Emil Viktor Langlet. 
La nef mesure 23 mètres de haut et la salle reçoit la lumière du jour par des fenêtres rondes dans le mur nord.
Le palais abrite les archives et la bibliothèque de l'Ordre depuis 1785, avec des documents relatifs à la franc-maçonnerie en Suède du début du XVIIIème siècle, ainsi qu'une bibliothèque de littérature maçonnique unique en Europe. 
Le palais abrite aussi de nombreuses œuvres d'art de Per Krafft le jeune, Gustaf Lundberg, Axel Jungstedt et David Tägtström. 
L'Ordre possède une collection prestigieuse de meubles estampillés, fabriqués par les plus grands ébénistes du XVIIIème siècle.

## Galerie

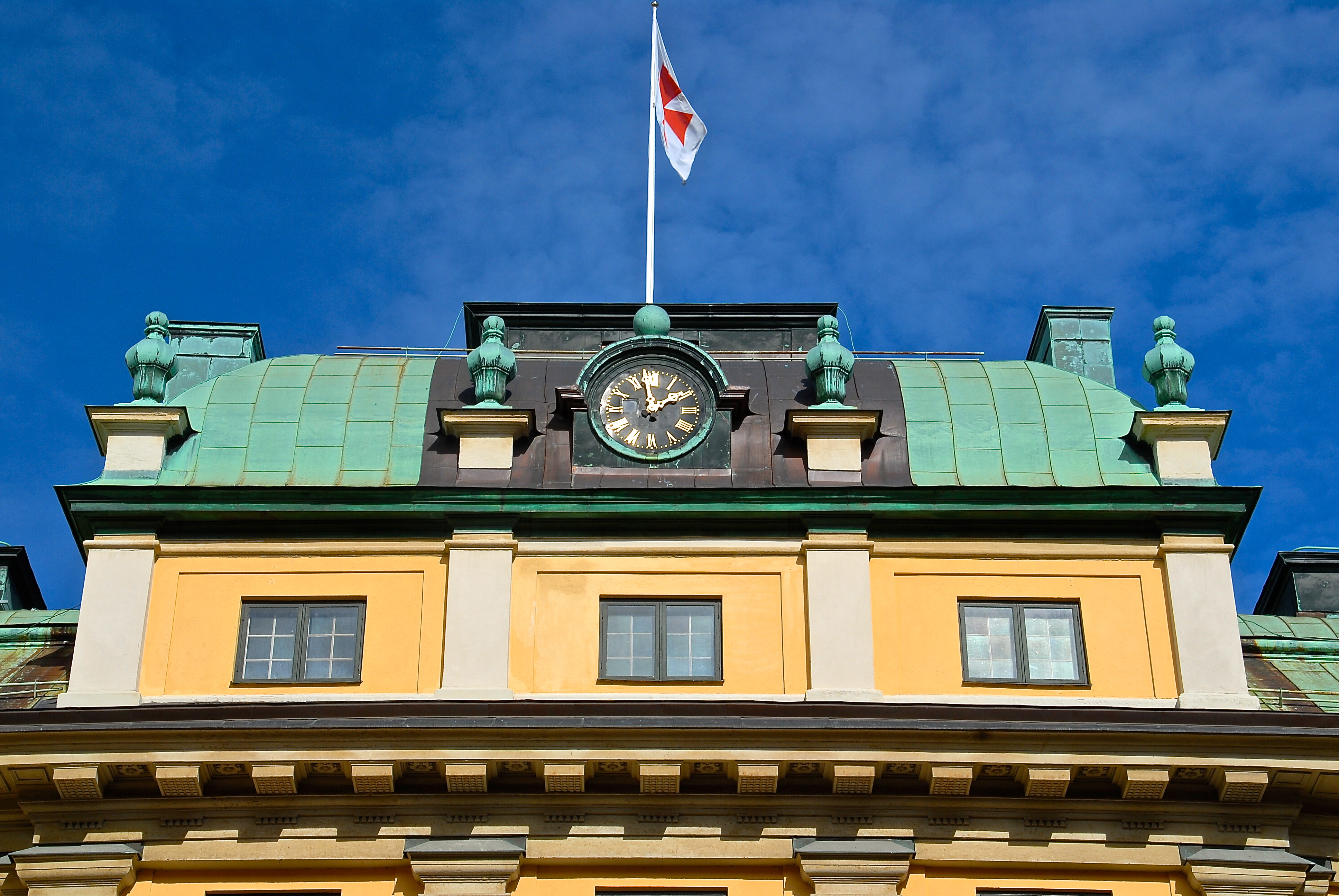
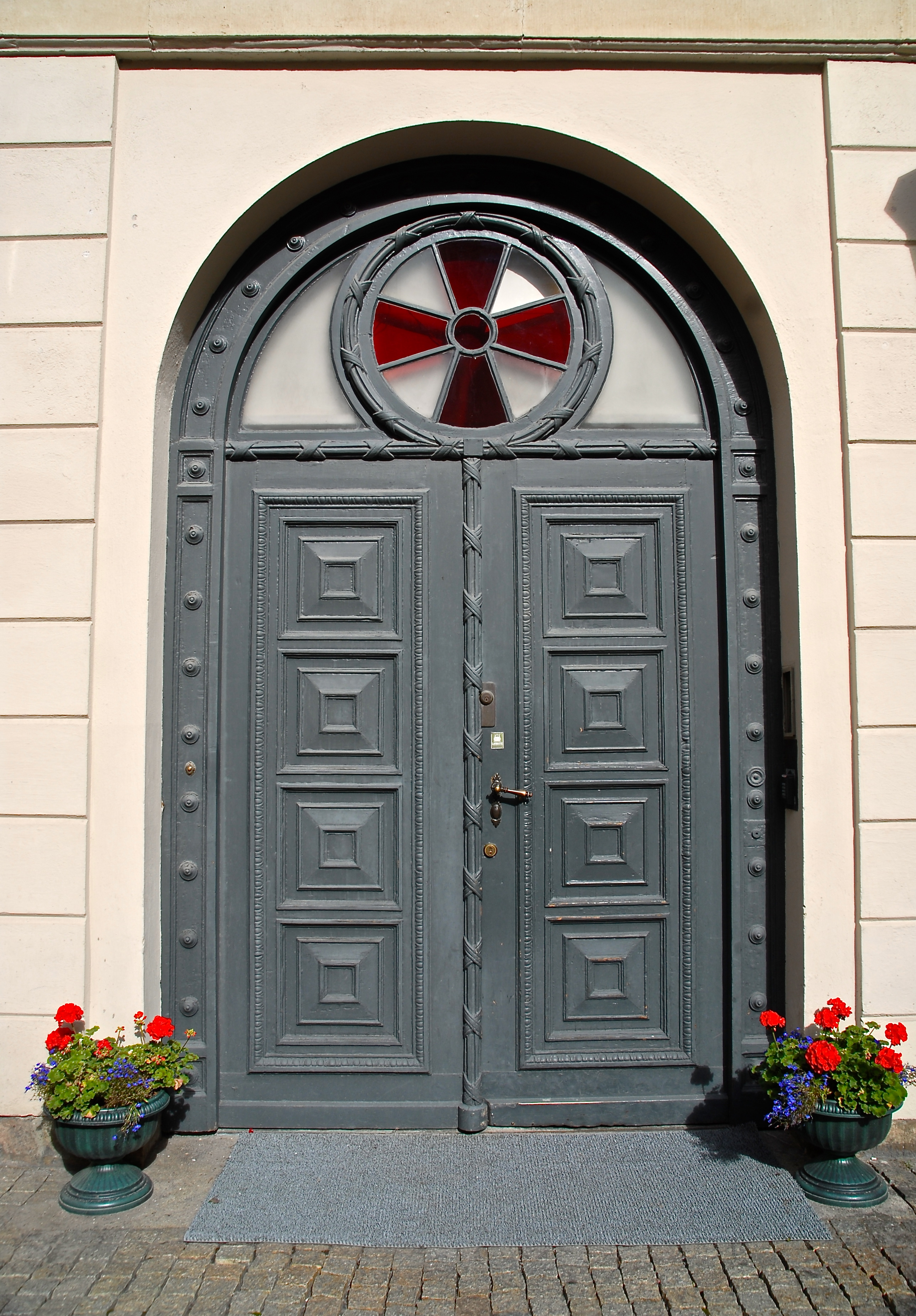
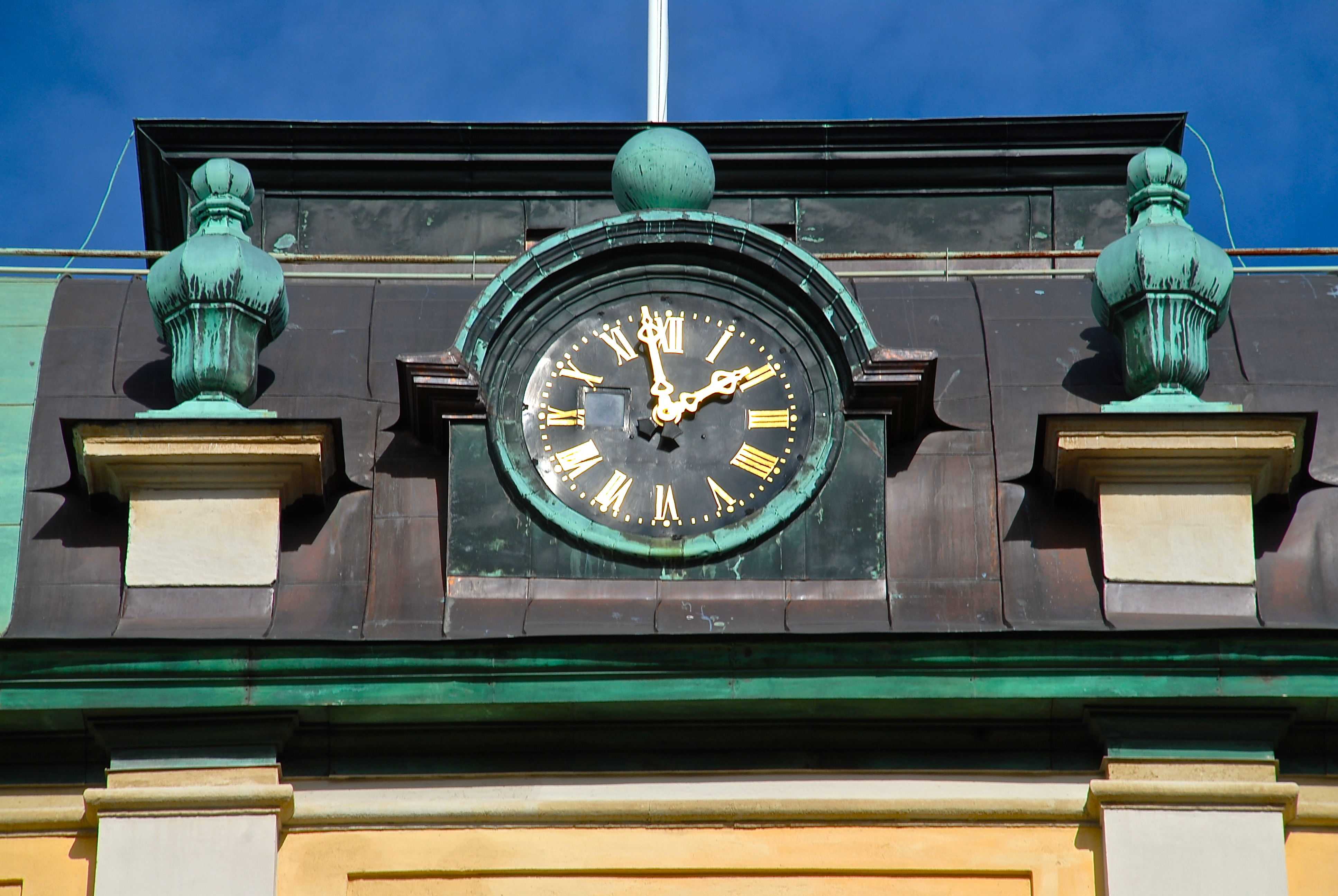